# شيفا كومار راي
شيفا كومار راي هو كاتب وسياسي نيبالي، ولد في 26 أبريل 1919 في Rhenock ‏ في الهند، وتوفي في 22 يوليو 1995.